# Lac-Tremblant-Nord
Lac-Tremblant-Nord est une municipalité du Québec (Canada) située dans la municipalité régionale de comté des Laurentides, dans la région administrative des Laurentides.

## Histoire
Le nom de la municipalité provient du mont Tremblant, que les Algonquins identifient, au XVIIe siècle, l'élévation Manitou Ewitchi Saga, la montagne du redoutable manitou ou encore Manitonga Soutana, montagne des esprits.
En 2001, le gouvernement du Québec impose à plusieurs municipalités, dans le cadre des réorganisations municipales, de fusionner avec d'autres villes environnantes. Lac-Tremblant-Nord en fait partie : elle doit fusionner le 1er janvier 2002 avec le village de Saint-Jovite, la paroisse de Saint-Jovite et Mont-Tremblant pour former la nouvelle ville de Mont-Tremblant. L'arrivée d'un nouveau gouvernement en 2003 permet la tenue de référendums où les citoyens peuvent s'exprimer sur la reconstitution de leur municipalité antérieure. Le 20 juin 2004, les citoyens de Lac-Tremblant-Nord choisissent la reconstitution et retrouvent leur ville autonome le 1er janvier 2006. 

## Géographie
La rivière Cachée coule dans le nord-est de la municipalité vers le sud jusqu'à son embouchure sur la rive nord du Lac Tremblant.

## Démographie
Avec ses 25 habitants permanents en 2006, Lac-Tremblant-Nord est l'une des municipalités les moins populeuses du Québec.
| 1991 | 1996 | 2001 | 2006 | 2011 | 2016 | 2021 |
| ---- | ---- | ---- | ---- | ---- | ---- | ---- |
| 0    | 4    | 35   | 25   | 47   | 42   | 60   |

## Administration
Les élections municipales se font en bloc pour le maire et les six conseillers.
| Lac-Tremblant-Nord Maires depuis 2005                                                                                |                |         |          |
| Élection | Maire          | Qualité | Résultat |
| 2005 | Jean Grégoire  |         | Voir     |
| 2009 | Jean Grégoire  | Voir    |          |
| 2013 | Hugh Scott     |         | Voir     |
| 2017 | Kimberly Meyer |         | Voir     |
| 2021 | Kimberly Meyer | Voir    |          |
| Élection partielle en italique Depuis 2005, les élections sont simultanées dans toutes les municipalités québécoises |                |         |          |